# 54932 Waltharris
54932 Waltharris è un asteroide della fascia principale. Scoperto nel 2001, presenta un'orbita caratterizzata da un semiasse maggiore pari a 3,0966192 au e da un'eccentricità di 0,1744974, inclinata di 1,78213° rispetto all'eclittica.